# مرشح ثنائي الجانب

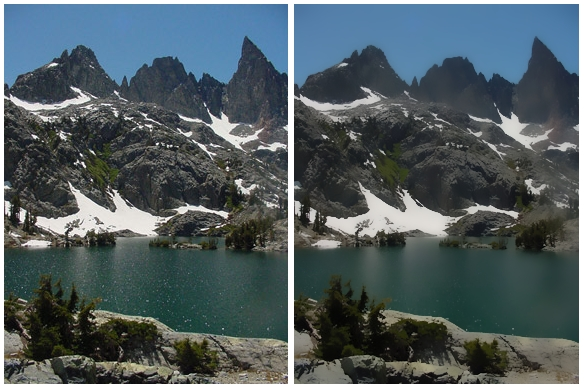

مرشح ثنائي الجانب هو ذلك النوع من المرشحات المستخدمة لمعالجة الصور مع المحافظة على حدود تفاصيل الصورة. في حين أن العديد من المرشحات يجري تطبيقها باستخدام أسلوب الالتفاف "convolution" في مجال الصورة، إلا أن المرشح ثنائي الجانب يعمل أيضاً على مدى الصورة (القيمة لكل بكسل). عوضاً عن استبدال قيمة البكسل بمتوسط موزون جيرانه، فإن قيمة البكسل هنا مستبدلة بمتوسط موزون جيرانها في الاتجاهات س وص وفي شدة الإشارة "intensity" لذلك البكسل أيضاً. تلك العملية تحافظ على حدود تفاصيل صورة حادة، وذلك عن طريق الاستثناء المنتظم للبكسلات من الجهة الأخرى من الانقطاع "discontinuity".